# 태권왕 강태풍
《태권왕 강태풍》은 대한민국의 TV 애니메이션 시리즈이다. 2000년 6월 2일부터 12월 8일까지 KBS 2TV에서 전 26화로 방영되었다.

## 줄거리
초등학교를 배경으로 사제지간의 사랑, 어린 시절의 소중한 우정, 불의와 맞설 줄 아는 용기, 부모와 자식 간의 믿음과 사랑 등을 보여주는 가족 애니메이션이다.

## 등장인물

### 우정초등학교 태권도부
강태풍 (남, 12세)
우정초등학교 제일의 개구쟁이 삼총사 (오황당, 이무계, 구만리)의 골목대장으로 절대 남에게 빚지곤 못사는 성격. 태권도 국가대표 선수였다가 불의의 사고로 세상을 등진 아버지에 대한 아픈 기억을 갖고 있으며, 태사녀 선생님의 적극적인 교육과 헌신적인 사랑으로 마음을 열고 진정한 태권도인이 되어간다. 주특기: 토네이도 돌려차기
태사녀 (여, 25세)
태권도를 너무 사랑하는 여자, 태사녀 선생님, 햇병아리 선생님이지만 대학시절 태권도 여자 월드컵 금메달을 수상한 적이 있는 실력자로 우정초등학교에 태권도 부를 창설한다. 신세대 여성답게 좋아하는 것과 싫어하는 것이 확실하며, 부임한 첫날부터 오토바이를 타고 출근을 한다. 제자들을 사랑하는 남다른 열정과 태권도를 이용한 파격적인 교육방법으로 아이들의 마음을 사로잡아 다른 선생님들의 눈총과 부러움을 받기도 한다.
지천하 (남, 27세)
강태풍의 외삼촌. 덤벙대고 과장된 행동과 농담으로 분위기를 썰렁하게 만들기도 하지만, 본래의 성격은 차분하고 진지하며 생각이 깊다. 어린 시절 태권도를 배우면서 타고난 소질을 발휘하지만, 매형(강산하: 강태풍의 아버지)이 사고를 당하면서 누이(지순영: 강태풍의 어머니)의 간곡한 만류로 태권도에 대한 꿈을 접는다. 태사녀와의 만남은 악연으로 시작되지만, 끝없는 갈등을 겪으면서 연인사이로 발전하게 된다. 평소에는 속없는 사람처럼 행동하지만, 태사녀와 강태풍이 어려움에 빠질 때면 그들 모르게 힘이 되어준다.
배지니 (여, 12세)
강태풍과 초등학교 남자아이들의 이상형인 동시에 태권도 부의 마스코트. 비록 태권도를 잘하지는 못하지만, 관심은 누구보다 많다.  따끔한 충고로, 때로는 따뜻한 격려로, 강태풍이 태권도에 매진할 수 있도록 도움을 준다.
이도미 (여, 12세)
시원시원하고 거칠 것이 없는 다혈질의 태권도 소녀. 강한 근성의 강태풍, 오황당, 이무계, 구만리에겐 눈엣가시. 태권도 부 주장자리를 놓고 벌인 경기에서 강태풍에게 평생 잊지 못할 망신을 주지만, 이로 인해 강태풍이 태권도에 대해 더욱 분발하게 만드는 계기를 부여한다.
구만리 (남, 12세)
세상을 멀리 보며 살라고 아버지가 붙여준 이름. 쉬운 일도 너무 어렵게 생각하고 절대로 손해를 보지 않으려고 잔머리를 너무 굴리는 것이 단점. 책을 많이 봐서 아는 것이 많지만 아는 것이 병이라고 걱정을 많이 한다. 다른 친구들에 비해 조숙한 편이며 태사녀 선생님을 좋아한다.
오황당 (남, 12세)
강태풍을 포함한 우정초등학교 개구쟁이 사총사 중 타의 추종을 불허하는 트러블 메이커. 몸이 날쌔고 잠시라도 가만히 있지를 못하는 정력의 화신, 공부에는 관심이 없고 어떤 장난을 칠까만 궁리한다. 오황당의 장난으로 사총사가 여러번 위기에 빠지게 되며 그때마다 강태풍이 대신 벌을 받기도 한다. 말끝마다 '황당해'를 달고 다녀 본명보다 별명으로 더 유명하다.
이무계 (남, 12세)
우정초등학교 사총사 중에서 가장 힘이 세고 마음이 넓다. 늘 먹을 것을 입에 달고 다니며, 그의 주머니에서는 끊임없이 먹을 것이 나온다. 자신의 신체적 특징을 활용한 공포의 배치기가 주특기, 공부도 하위권이고 운동도 못하고 모든 행동이 다른 사람보다 세박자 늦다. 하지만, 자신을 희생해서 남을 도울 줄 아는 의젓함도 갖고 있다. 강태풍에겐 때론 형같은 느낌이 드는 친구다.

### 강태풍의 라이벌
마도천 (남, 12세)
다소 차가운 외모와 냉철한 성격을 가진 마두초등학교의 인기 태권도 스타. 공부, 스포츠, 외모, 집안 배경 등 모든 것이 완벽에 가까우며 자부심 또한 대단하다. 강태풍의 강력한 라이벌이지만 후에는 굴하지 않고 당당히 맞서는 강태풍에게 관심을 갖고 한 팀이 되어 블랙 스톰팀과 맞서 싸운다.

### 블랙 스톰 팀
전광석
수라 초등학교 태권도부 에이스였으나 강태풍과의 시합에서 패배한 후 블랙 스톰 팀의 일원이 된다. 잭과는 앙숙 사이.
스톰
강태풍의 아버지인 강산하와의 대결에서 패한 후 강태풍과의 악연을 만들어 낸다. 마지막에 강태풍의 외삼촌인 지천하에게 패배한다.
잭 라이언
스톰의 비밀 병기. 다른 팀원들에게 미움을 받는 캐릭터.

### 그 외 인물들
교장 선생님
우정초등학교의 교장 선생님으로 마도천이 있는 마두 초등학교 교장 선생님에게 라이벌 의식을 가지고 있다. 처음에 태권도 부 창설을 반대했다가 결국은 허락하게 되고 나중에는 태권도부에 지원을 아끼지 않는다.
수위 아저씨
우정초등학교를 청소하는 아저씨. 태권도부 학생들을 아끼는 마음씨 좋은 분.
장중한
전광석과는 친구 사이였으나 블랙 스톰 팀에 가입한 전광석에 배신감을 느껴 결별을 한다. 하지만 그 역시 잔인한 성격 탓에 블랙 스톰 팀과 비슷한 방식으로 태권도를 하다가 진정한 태권도인으로 갱생한다.
권사부
강산하와 지천하, 스톰의 스승. 스톰이 지천하를 쓰러뜨린 후 강산하에게 당해서 기절했던 장면을 봤던 목격자이기도 하다.

## 목소리 출연
- 김승준 - 강태풍
- 최덕희 - 태사녀
- 김민석 - 지천하 (강태풍의 외삼촌)
- 김은아 - 배지니
- 김우정 - 마도천
- 이선 - 이도미, 민혁
- 오인성 - 구만리, 테니스 감독
- 이연희 - 오황당
- 최옥희 - 이무계
- 장광 - 스톰, 씨름 감독, 마두초등학교 교장
- 강수진 - 전광석, 고상한
- 서문석 - 장중한
- 한호웅 - 잭 라이언
- 故 최병상 - 교장 선생님, 권사부
- 故 김관진 - 수위 아저씨, 농구 감독
- 이선영 - 태원장 (태사녀의 고모)
- 김희선 - 지순영 (강태풍의 어머니)
- 유동현 - 강산하 (강태풍의 아버지)

## 주제가
- 작사 : 김주희
- 작곡/편곡 : 방용석
- 오프닝 테마 《또 다른 시작》 노래：박응식
- 사운드 디자인/믹싱 : 박재석
- 엔딩 테마 《날개》 노래：이소은
- 삽입곡 《응원가》 노래：정재윤 《소녀, 소년을 만나다》 노래：이소은

### 제작진
- 이학빈 - 감독 / 총감독
- 김병화 김지한 배경건 - 음향감독
- 강득수 - 음악
- 김태영 홍영덕 김형도 - 애니메이션
- 장해랑 - 편성기획

### 방영 목록
| 회차 | 부제 (서브 타이틀)             | 방송 일자        |
| ---- | ------------------------------ | ---------------- |
| 1화  | 개구쟁이 사총사 황무구, 강태풍 | 2000년 6월 2일   |
| 2화  | 창설, 우정 태권도부            | 2000년 6월 9일   |
| 3화  | 되찾은 우정                    | 2000년 6월 16일  |
| 4화  | 우정산 정상에서                | 2000년 6월 23일  |
| 5화  | 우정의 특별훈련                | 2000년 6월 30일  |
| 6화  | 친구를 위하여                  | 2000년 7월 7일   |
| 7화  | 격돌, 우정 VS 마두             | 2000년 7월 14일  |
| 8화  | 선생님, 사랑해요!              | 2000년 7월 21일  |
| 9화  | 황당한 여름 수련회             | 2000년 7월 28일  |
| 10화 | 어머니와 나                    | 2000년 8월 4일   |
| 11화 | 애벌레에서 나비로              | 2000년 8월 11일  |
| 12화 | 아버지와 나                    | 2000년 9월 1일   |
| 13화 | 내가 배운 것                   | 2000년 9월 8일   |
| 14화 | 강태풍 VS 마도천               | 2000년 9월 15일  |
| 15화 | 정면으로 맞서라!               | 2000년 9월 22일  |
| 16화 | 악연의 싹                      | 2000년 9월 29일  |
| 17화 | 전설의 부활                    | 2000년 10월 6일  |
| 18화 | 종소리의 가르침                | 2000년 10월 13일 |
| 19화 | 스톰의 비밀병기                | 2000년 10월 20일 |
| 20화 | 아버지의 일기장                | 2000년 10월 27일 |
| 21화 | 잭의 음모                      | 2000년 11월 3일  |
| 22화 | 작은 반란                      | 2000년 11월 10일 |
| 23화 | 피할 수 없는 대결              | 2000년 11월 17일 |
| 24화 | 자신과의 승부                  | 2000년 11월 24일 |
| 25화 | 되찾은 명예                    | 2000년 12월 1일  |
| 26화 | 새로운 출발 (최종회)           | 2000년 12월 8일  |